# Arevik Nationalpark
Arevik Nationalpark, er en af de fire beskyttede nationalparker i Armenien. Optager et område på 344 km2, den ligger i den sydlige Siunik-provins i Armenien.

## Fauna

### Hvirvelløse dyr
Blandt over 150 arter af sommerfugle der er registreret i nationalparken, er flere rødlistede. Disse er Parnassius mnemosyne, Parnassius apollo, Papilio alexanor, Pontia chloridice, Colias aurorina, Polyommatus zarahustra og andre. Områder med nogle truede arter, som Polyommatus damonides, er ikke omfattet af det beskyttede område.

### Fugle
Blandt over 180 fuglearter, der er registreret i nationalparken, er der et antal arter på Armeniens Rødliste: lammegrib, gåsegrib, ådselgrib, kongeørn, vandrefalk, Levantisk spurvehøg, rødhovedet tornskade og andre.

## Flora
En del af befolkningen af den truede og sjældne Iris grossheimii findes i parken, hvilket tillader kontinuerlig overvågning og beskyttelse.

## Bevarelse
Der er syv Prime Butterfly Areas (PBA) udpeget i regionen, de fleste af dem er i det mindste delvist dækket af nationalparkens område, undtagen Meghri PBA,  som ikke har nogen national bevaringsstatus.